# Morisco Koran

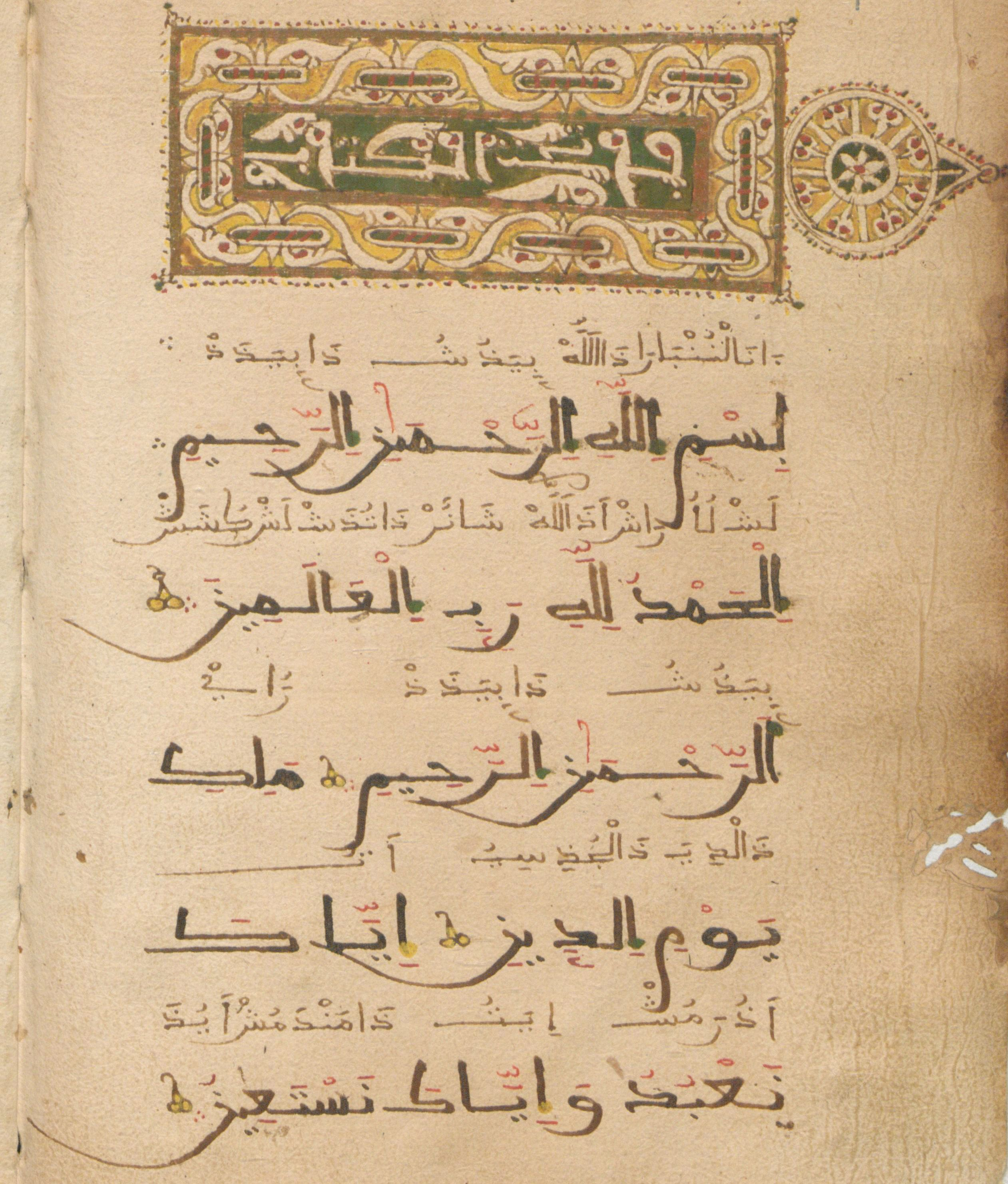
Al-Fatiha in een Morisco Koran met regel-voor-regel vertalingen van het Arabisch naar het Castiliaans in Aljamiado-schrift.

De Morisco Koran beschrijft een selectie van Koranfragmenten die de korans vormden die in de Morisco-gemeenschappen in Iberië werden gebruikt vanaf het begin van de 16e eeuw, na de gedwongen bekering van moslims tot het christendom in 1502 in Castilië en 1526 in Aragon.
De selectie van soera's en verzen die in de Morisco Korans voorkomen, vertegenwoordigt ongeveer 12 procent van een volledige muṣḥaf (koranboek).

## Geschiedenis
Na de Val van Granada werden niet-christenen die in Iberië bleven, onderworpen aan gedwongen bekeringen en diverse vormen van culturele kerstening. In 1564 moesten alle Arabische boeken in Valencia worden verbrand en kregen de Morisco's in Granada het bevel om binnen drie jaar Spaans (Castiliaans) te leren. In 1567 werd het in Castilië verboden om Arabische boeken te spreken of te bezitten. Ironisch genoeg stammen de meeste bewaard gebleven manuscripten van deze moslimgemeenschappen, ondanks deze verboden, uit deze periode, aan het einde van de 16e eeuw, toen het gebruik van het Arabische schrift een vorm van verzet werd.
In Castilië en Aragon, waar het gesproken Arabisch aanvankelijk grotendeels werd uitgeroeid, begonnen de Morisco's Aljamía (van العجمية al-ʿajamiya 'niet-Arabisch') te gebruiken, een vorm van Castiliaans met specifieke taalkundige kenmerken, geschreven in Arabisch schrift. In zeldzame gevallen werd ook het Latijnse schrift gebruikt, zoals in de Koran van Toledo. Manuscripten uit deze periode zijn verborgen in plafonds of muren aangetroffen – de belangrijkste collectie in Almonacid de la Sierra.

## Inhoud
De fragmenten van Korantekst in de Morisco Koran waren: Al-Fatiha; verzen 1–5, 163, 255–257 en 284–286 van Al-Baqara; verzen 1-6, 18, het eerste deel van vers 19, en verzen 26-27 van Al-Imran; verzen 128-129 van At-Tawbah; verzen 78-89 van Ash-Shu'ara; vers 88 van Al-Qasas; verzen 17-19 van Ar-Rum; 40-44 van Al-Ahzab; Ya-Sin; Al-Mulk; en soera's 78-114.
Naast deze selectie van Koranische soera's en verzen waren er gebeden en ahadith. Deze selectie van Koranische tekst verschijnt systematisch en met beperkte variatie in overgebleven manuscripten uit die tijd, met enkele varianten die andere verzen bevatten, maar altijd inclusief alle bovengenoemde basisfragmenten.